# Antonio Passaggi
Antonio Passaggi (Gênova, ? — Rio de Janeiro, 11 de agosto de 1891) foi um padre italiano ativo no Brasil.
Sua vida é muito obscura. Nascera em Gênova em data incerta, e se desconhece onde recebeu sua educação e preparo eclesiástico. Consta que foi membro da congregação dos Palotinos. Na década de 1870 estava em missão nas Antilhas, e em 6 de fevereiro de 1877 foi nomeado pelo governo imperial do Brasil primeiro capelão da colônia italiana de Caxias, no Rio Grande do Sul. Em 19 de maio de sua nomeação foi confirmada pelo bispo provincial, dom Sebastião Dias Laranjeira. A colônia recém fora fundada (em 1875) no meio de uma selva virgem, as levas de imigrantes continuavam chegando e tudo estava por fazer. Não obstante, ali já se verificavam conflitos. A administração colonial era bastante precária, e os italianos traziam de sua terra natal antigas rivalidades e partidarismos, que haviam sido exacerbados na recente guerra de unificação.
Passaggi não encontrou um ambiente muito tranquilo para sua atuação, embora os colonos estivessem muito carentes de atendimento espiritual, até então dependendo de capelãos itinerantes, que apareciam apenas de vez em quando. Também não havia ainda uma Igreja Matriz, e Passaggi teve de oficiar primeiro em uma ermida de taquaras perto do antigo cemitério, e depois em um altar improvisado numa pequena casa localizada onde hoje fica a esquina da avenida Júlio de Castilhos com a rua Garibaldi.
O padre cedo ganhou a estima da população, mas envolveu-se na política e tinha uma inclinação à bebida. Talvez orquestrada por desafetos políticos, armaram-lhe uma cilada, fazendo com que o padre, durante uma de suas bebedeiras, casasse dois homens, um deles travestido de mulher. A notícia surpreendeu a todos no povoado. Os colonos em sua maioria haviam se apegado à figura do padre, e logo perceberam sua inocência no caso insólito, mas ficaram chocados, e acabou por se formar um escândalo. Foi suspenso de suas ordens e em 28 de janeiro de 1878 o governo estadual iniciou o processo de sua exoneração da Capelania "por irregular comportamento", sendo substituído pelo padre Augusto Finotti, que parece não ter chegado a assumir.Ver nota  Segundo Brandalise, mesmo privado das ordens, Passaggi continuou a celebrar em localidades do interior, obrigando as autoridades a tomarem outras providências. Por fim retirou-se para a Diocese de São Paulo, e depois para o Rio de Janeiro, onde faleceu em 11 de agosto de 1891.
Na década de 1950, numa fase de ufanismo histórico, os vexames haviam sido esquecidos, e sua imagem foi reconstruída como a de um sacerdote ilustre e digno. Contemporaneamente seus excessos na bebida são ora censurados, ora compreendidos como fraquezas humanas. É lembrado principalmente como o pioneiro da atual Diocese de Caxias do Sul. Sua memória foi homenageada em Caxias e também no município de São Paulo, onde foram batizadas ruas com seu nome.